# Gare Saint-Constant
Cet article concerne la gare. Pour la ville de Saint-Constant, voir Saint-Constant. Pour les autres significations, voir Saint-Constant (homonymie).
La gare Saint-Constant est une gare du Réseau de transport métropolitain située dans la ville du même nom. Elle dessert les trains de banlieue de la ligne Candiac.

## Correspondances

### Autobus

#### Exo Roussillon[2]
| Circuit | Destinations                                                    | Tracé | Horaires |
| ------- | --------------------------------------------------------------- | ----- | -------- |
| 30      | Delson – Saint-Constant - Sainte-Catherine - Autoparc de Delson | [N/D] | Horaires |
| 35      | Saint-Constant – Delson - Autoparc de Delson                    | [N/D] | Horaires |